# The Inheritance & Other Stories
The Inheritance & Other Stories è una raccolta di dieci racconti fantasy di Robin Hobb. Contiene sette storie scritte come Megan Lindholm e tre storie (tutte riguardanti I sei Ducati) scritte come Robin Hobb. Le tre storie sono The Inheritance, Homecoming e Cat's Meat. È inedito in Italia.

## Elenco dei racconti
L'antologia è una raccolta di racconti più o meno brevi:
- A Touch of Lavender (1989)
- La Dama d'Argento e l'Uomo di Mezza Età (Silver Lady and the Fortyish Man, 1989)
- The Fifth Squashed Cat (1997)
- Strays (1998)
- Cut (2001)
- Homecoming (2003)
- Finis
- Drum machine
- Cat's Meat